# World Athletics Relays 2021 - Staffetta 4×100 metri femminile
Alle World Athletics Relays, la staffetta 4×100 metri femminile si è svolta tra il 1º e il 2 maggio presso lo Stadio della Slesia di Chorzów, in Polonia.

## Risultati

### Batterie
Le batterie si sono svolte il 1º maggio a partire dalle ore 20:08. Si qualificano alla finale le prime due squadre di ogni batteria (Q) e gli ulteriori due migliori tempi (q).

#### Batteria 1
La prima batteria si è corsa alle ore 20:08.
| Posizione | Corsia | Paese     | Atleti                                                                        | Tempo | Note                                     |
| --------- | ------ | --------- | ----------------------------------------------------------------------------- | ----- | ---------------------------------------- |
| 1         | 7      | Italia    | Johanelis Herrera Abreu Gloria Hooper Anna Bongiorni Irene Siragusa           | 44"02 | Q                                        |
| 2         | 5      | Giappone  | Hanae Aoyama Mei Kodama Ami Saito Remi Tsuruta                                | 44"17 | Q                                        |
| 3         | 6      | Ghana     | Gemma Acheampong Latifa Ali Janet Amponsah Halutie Hor                        | 44"85 | Miglior prestazione personale stagionale |
| 4         | 3      | Rep. Ceca | Johana Kaiserová Martina Hofmanová Jana Slaninová Barbora Šplechtnová         | 45"48 | Miglior prestazione personale stagionale |
| -         | 4      | Brasile   | Ana Cláudia Lemos Vitoria Cristina Rosa Ana Carolina Azevedo Rosângela Santos | dq    |                                          |

#### Batteria 2
La prima batteria si è corsa alle ore 20:17.
| Posizione | Corsia | Paese       | Atleti                                                               | Tempo | Note                                     |
| --------- | ------ | ----------- | -------------------------------------------------------------------- | ----- | ---------------------------------------- |
| 1         | 6      | Paesi Bassi | Jamile Samuel Dafne Schippers Nadine Visser Marije van Hunenstijn    | 43"28 | Q                                        |
| 2         | 3      | Polonia     | Paulina Guzowska Klaudia Adamek Katarzyna Sokólska Pia Skrzyszowska  | 43"64 | Q                                        |
| 3         | 5      | Ecuador     | Ángela Tenorio Anahí Suárez Virginia Villalba Marizol Landázuri      | 43"86 | q                                        |
| 4         | 4      | Irlanda     | Molly Scott Sarah Lavin Kate Doherty Sarah Quinn                     | 44"53 | Miglior prestazione personale stagionale |
| 5         | 7      | Zambia      | Suwilanji Theresa Mpondela Lumeka Katundu Hellen Makumba Roda Njobvu | 44"81 | Miglior prestazione personale stagionale |

#### Batteria 3
La prima batteria si è corsa alle ore 20:26.
| Posizione | Corsia | Paese     | Atleti                                                                     | Tempo | Note                                     |
| --------- | ------ | --------- | -------------------------------------------------------------------------- | ----- | ---------------------------------------- |
| 1         | 6      | Francia   | Orlann Ombissa-Dzangue Cynthia Leduc Maroussia Paré Sarah Richard Mingas   | 43"51 | Q                                        |
| 2         | 5      | Svizzera  | Riccarda Dietsche Salomé Kora Cornelia Halbheer Cynthia Reinle             | 43"71 | Q                                        |
| 3         | 4      | Danimarca | Mathilde U. Kramer Astrid Glenner-Frandsen Mette Graversgaard Ida Karstoft | 44"25 | q                                        |
| 4         | 3      | Spagna    | Maria Isabel Pérez Estela García Paula Sevilla Cristina Lara               | 44"38 | Miglior prestazione personale stagionale |

### Finale
La finale si è disputata a partire dalle ore 19:46 del 2 maggio.
| Pos. | Corsia | Paese       | Atleti                                                                          | Tempo | Note                                     |
| ---- | ------ | ----------- | ------------------------------------------------------------------------------- | ----- | ---------------------------------------- |
| 1    | 6      | Italia      | Irene Siragusa Gloria Hooper Anna Bongiorni Vittoria Fontana                    | 43"79 | Miglior prestazione personale stagionale |
| 2    | 5      | Polonia     | Magdalena Stefanowicz Klaudia Adamek Katarzyna Sokólska Pia Skrzyszowska        | 44"10 |                                          |
| 3    | 4      | Paesi Bassi | Jamile Samuel Dafne Schippers Nadine Visser Naomi Sedney                        | 44"10 |                                          |
| 4    | 9      | Giappone    | Hanae Aoyama Mei Kodama Ami Saito Remi Tsuruta                                  | 44"40 |                                          |
| 5    | 2      | Ecuador     | Ángela Tenorio Anahí Suárez Yuliana Angulo Marizol Landázuri                    | 44"43 |                                          |
| 6    | 3      | Danimarca   | Mathilde U. Kramer Astrid Glenner-Frandsen Mette Graversgaard Emma Beiter Bomme | 45"34 |                                          |
|      | 7      | Francia     | Wided Atatou Cynthia Leduc Maroussia Paré Sarah Richard Mingas                  | dnf   |                                          |
|      | 8      | Svizzera    | Riccarda Dietsche Salomé Kora Cornelia Halbheer Cynthia Reinle                  | dq    |                                          |